# Goodluck Jonathan
Goodluck Ebele Jonathan (født 20. november 1957 i Ogbia, Nigeria) er en nigeriansk politiker, der fra 6. maj 2010 til 29. maj 2015 var landets præsident. Allerede fra 9. februar var han fungerende præsident. Han repræsenterer det regerende parti People's Democratic Party. 
Jonathan var guvernør i Bayelsa fra 2005 til 2007 og blev indsat som vicepræsident 29. maj 2007. Da præsident Umaru Yar'Adua blev indlagt 13. januar 2010, blev han indsat som fungerende præsident.
Han er uddannet i zoologi fra University of Port Harcourt.